# Фаркашевец Самоборски
Фаркашевец Самоборски је насељено место у саставу Града Самобора у Загребачкој жупанији, Хрватска. До територијалне реорганизације у Хрватској налазио се у саставу старе загребачке приградске општине Самобор.

## Становништво
На попису становништва 2011. године, Фаркашевец Самоборски је имао 454 становника.

## Попис1991.
На попису становништва 1991. године, насељено место Фаркашевец Самоборски је имало 452 становника, следећег националног састава:
| Попис 1991.‍ | Попис 1991.‍ | Попис 1991.‍ | Попис 1991.‍ | Попис 1991.‍ |
| ----------- | ----------- | ----------- | ----------- | ----------- |
|             |             |             |             |             |
| Хрвати      | Хрвати      |             | 448         | 99,11%      |
| Југословени | Југословени |             | 1           | 0,22%       |
| Македонци   | Македонци   |             | 1           | 0,22%       |
| Словаци     | Словаци     |             | 1           | 0,22%       |
| непознато   | непознато   |             | 1           | 0,22%       |
| укупно: 452 |             |             |             |             |